# Hannah Köck
Hannah Köck (22 ottobre 1994) è un'ex sciatrice alpina austriaca.

## Biografia
Slalomista pura originaria di Sankt Jakob in Haus e attiva in gare FIS dal dicembre del 2009, la Köck ha esordito in Coppa Europa il 18 dicembre 2012 a Courchevel (25ª); in Coppa del Mondo ha debuttato il 13 dicembre 2015 a Åre, senza completare la prova e ha preso per l'ultima volta il via il 16 febbraio 2020 a Kranjska Gora, senza qualificarsi per la seconda manche (non ha ottenuto piazzamenti in nessuna delle 15 gare nel massimo circuito cui ha preso parte). La sua ultima gara è stata lo slalom speciale di Coppa Europa disputato a Bad Wiessee il 1º marzo 2020, chiuso dalla Köck al 18º posto; non ha preso parte a rassegne olimpiche o iridate.

## Palmarès

### Coppa Europa
- Miglior piazzamento in classifica generale: 54ª nel 2020

### Australia New Zealand Cup
- Miglior piazzamento in classifica generale: 10ª nel 2015
- 1 podio:
  - 1 secondo posto

### Far East Cup
- Miglior piazzamento in classifica generale: 30ª nel 2018
- 3 podi:
  - 2 secondi posti
  - 1 terzo posto

### Campionati austriaci
- 1 medaglia:
  - 1 argento (slalom speciale nel 2018)